# Incentive
Incentive (deutsch „Anreiz“, „Antrieb“ oder „Ansporn“; aus lateinisch incendere, „entzünden, steigern, Begeisterung entfachen“) ist in der Wirtschaft ein Anglizismus für Anreize, die Mitarbeiter oder Kunden für ein bestimmtes Verhalten gewinnen sollen.

## Allgemeines
Incentives gibt es vor allem in den Sektoren der Mitarbeiterbindung, der Kundenbindung und in der Wirtschaftspolitik. Der Begriff hat sich gegenüber dem Allgemeinbegriff „Anreiz“ durchgesetzt, weil Incentives ausschließlich mit wirtschaftlichen Vorteilen in Verbindung gebracht werden.  Frederick Winslow Taylor sah 1911 die Arbeitsmotivation der Arbeiter als wichtigsten Bestandteil seiner wissenschaftlichen Betriebsführung des Taylorismus. Er schlug eine Prämie vor, wenn Arbeiter bei Arbeitsprozessen die vom Management gesetzten Zielvorgaben einhalten.

## Mitarbeiterbindung
In der Personalwirtschaft werden alle Formen betrieblicher Leistungsanreize als Incentives bezeichnet. Dazu werden betriebliche Anreizsysteme geschaffen, die aus klassischen materiellen und nicht-materiellen Anreizen bestehen. Klassische Anreize sind die Arbeitsbedingungen wie Arbeitsentgelt (Bonuszahlungen, Mitarbeiterbeteiligungen), Arbeitsplatzsicherheit, Karrieremöglichkeiten, Sozialleistungen, Unkündbarkeit oder Urlaub. Inzwischen haben sich nicht-materielle Anreize durchgesetzt, die einen hohen Erinnerungswert haben, einen ideellen oder symbolischen Wert verkörpern und sie vor Kollegen als nachahmenswert herausstellen. Hierzu gehören Erlebnisreisen, Wochenendaufenthalte oder Teilnahme an herausragenden Kulturveranstaltungen.

## Kundenbindung
Das Marketing befasst sich im Rahmen des Incentive Marketing mit Maßnahmen, durch die Kunden an das Unternehmen gebunden werden können. Sie werden unter dem Begriff Lock-in-Effekte zusammengefasst. Diese reichen von persönlichen Präferenzen (Vertrauen zum Kundenbetreuer) über sachliche Präferenzen (Vertragslaufzeit) bis hin zu Kundenkarten und Bonusprogrammen (wie etwa Miles & More, Payback).

## Kaufanreiz
Kaufanreize können eine Kaufentscheidung beeinflussen. Die Art der Kaufentscheidung hängt allgemein von Kaufrisiko, Kaufhäufigkeit und externen Kaufanreizen ab. Bei hohem Kaufrisiko informieren sich die Verbraucher vorher über die Produktqualität/Dienstleistungsqualität und das Preis-Leistungs-Verhältnis. Ist dabei die Kaufhäufigkeit gering, gibt es eine extensive Kaufentscheidung, bei hoher Kaufhäufigkeit eine limitierte Kaufentscheidung. Ist das Kaufrisiko gering und es gibt keinen externen Anreiz, kommt es zur habitualisierten Kaufentscheidung. Ein vorhandener externer Kaufanreiz führt bei geringem Kaufrisiko zu einer impulsiven Kaufentscheidung. Ein externer Kaufanreiz besteht darin, dass von außen auf den Kunden einwirkende Reize (Rabatte, reizvolle Auslage, Sonderangebote, Zeitdruck oder das persönliche Ziel, sich Schnäppchen nicht entgehen zu lassen) die Kaufentscheidung beeinflussen. Begünstigt werden Impulskäufe durch künstliche Knappheit („nur heute im Angebot“, „nur noch drei Stück vorhanden“), geschickte Platzierung an den Kontaktstrecken (oder an der Kasse) oder Sonderangebote.
Die Kaufanreize müssen den – individuell unterschiedlichen – Filter der selektiven Wahrnehmung des Entscheidungsträgers passieren, um die Kaufentscheidung zu beeinflussen. Die Kaufanreize können danach entweder lediglich Erinnerungen an gespeicherte Gedächtnisbilder erzeugen und es kommt zu Gewohnheitsentscheidungen, oder in affektiven Situationen werden die Entscheidungen durch Gefühle geprägt oder es gibt kognitive Überlegungen, welche rationale Faktoren in den Vordergrund rücken.

## Wirtschaftspolitik
Incentives sind in der Wirtschaftspolitik sämtliche (auch steuerliche) Maßnahmen, die der Erhöhung der ökonomischen Leistungsbereitschaft der Wirtschaftssubjekte dienen und sich bei Privathaushalten in der Erhöhung des Arbeitsangebots oder der Senkung von Steuern und bei Unternehmen in der Erhöhung der Investitionen etwa durch Subventionen zeigen.

## Arten von Incentives
Als Incentives sind Geldprämien, Sachbezug, Bonusprogramme, Reisen, besondere Veranstaltungen (Events), Lob, Titel (beruflicher Aufstieg) oder Dienstwagen in Gebrauch.
Incentive-Reisen
Merkmal einer Incentive-Reise ist der freizeitorientierte Charakter der Reise, welcher sich von einer echten Dienstreise unterscheidet. Die Teilnahme an Incentive-Reisen ist nach dem „Wenn-Dann-Prinzip“ üblicherweise an die Erfüllung eines Führungszieles (z. B. Verkaufszahlen, Ergebnisse, Kauf) innerhalb definierter Zeiträume gebunden. Dadurch hält sich das Risiko für den Veranstalter gering, da die Erfolge bereits im Voraus erzielt werden. Oftmals handelt es sich bei Incentive-Reisen um Städte- oder Abenteuertrips, bei denen durch herausfordernde Gemeinschaftsaktivitäten (z. B. Rallyes, Schatzsuchen, Wandern, Klettern) simultan der Teamgeist gestärkt werden soll.
Incentive-Reisen sind ein Instrument des betrieblichen Anreizsystems, das gezielt dazu eingesetzt wird, die Motivation und Loyalität von Mitarbeitenden zu fördern. Durch die Organisation von solchen Reisen möchten Unternehmen ihre Mitarbeitenden für besondere Leistungen belohnen und ihre Zufriedenheit sowie die Identifikation mit dem Unternehmen stärken.
Incentive-Events
Dies sind Veranstaltungen von Unternehmen, die meist von darauf spezialisierten (Event-/Reise-) Agenturen bzw. Veranstaltungsunternehmen organisiert werden. Im Unterschied zu anderen Firmenevents sind derartige Incentive-Events hinsichtlich Location, Verpflegung und Entertainment oft besonders pompös, um die gewünschte Wirkung nicht zu verfehlen. Fester Programmpunkt derartiger Events sind daher auch oftmals öffentliche Prämierungen und Ehrungen von verdienten Mitarbeitern.

## Lohnsteuerrechtliche Behandlung
Incentives in Form von Geld werden als steuer- und sozialversicherungspflichtiges Entgelt behandelt. Andere Incentives gelten in Deutschland als sogenannter geldwerter Vorteil, den der Arbeitgeber wie Entgeltbezüge behandeln muss (siehe auch § 37b EStG). Aus steuerrechtlicher Sicht sind Incentive-Reisen in einem Erlass des Bundesfinanzministeriums wie folgt definiert:

„Incentive-Reisen werden von einem Unternehmen gewährt, um Geschäftspartner oder Arbeitnehmer des Betriebs für erbrachte Leistungen zu belohnen und zu Mehr- oder Höchstleistungen zu motivieren. Reiseziel, Unterbringung, Transportmittel und Teilnehmerkreis werden von dem die Reise gewährenden Unternehmen festgelegt. Der Ablauf der Reise und die einzelnen Veranstaltungen dienen allgemein-touristischen Interessen.“

## Wirtschaftliche Aspekte
Incentives zielen meist auf eine Umsatzsteigerung, Gewinnmaximierung oder Belohnung ab. Sie sollen die Kaufentscheidung von Verbrauchern fördern, dienen der Mitarbeitermotivation und/oder der Verbesserung des Betriebsklimas, steigern die Mitarbeiterloyalität, tragen zur Verringerung von Fehlzeiten bei oder können die Arbeitsintensität/Arbeitsproduktivität erhöhen und damit mittelfristig eine Kostensenkung bei den Personalkosten herbeiführen. Das betriebliche Vorschlagswesen versucht mit Incentives das Ideenpotenzial aller Mitarbeiter zu fördern.

## Wirkung
Die Wirkung und ökonomischen Vorteile von Incentives sind umstritten, obwohl Motivationssteigerungen nachgewiesen werden konnten. Aus ökonomischer Sicht ist ein Geschenk als Leistungsanreiz für Mitarbeiter jedoch nur dann sinnvoll, wenn die Kosten unterhalb der zu erwartenden Produktivitätssteigerung bleiben. Zu diesem Ergebnis kommt das Forschungsinstitut zur Zukunft der Arbeit (IZA). Firmen lassen sich Incentives etwa 5.000 bis 25.000 Euro kosten.